# Recess (album)
Pour les articles homonymes, voir Recess.
Albums de Skrillex
Leaving
(2013)
Singles
1. Try It Out
Sortie : 14 octobre 2013

Recess est le premier album studio du producteur de musique électronique américain Skrillex, sorti le 14 mars 2014 sous les labels Big Beat Records et Atlantic Records, et en France le 17 mars 2014.

## Promotion
Le 7 mars 2014, Skrillex a participé à une session « demandez-moi n'importe quoi » en ligne via un post sur Reddit . Pour coïncider avec cette séance de questions-réponses, son site web a été modifié afin que les internautes soient redirigés vers une page comportant un visage extraterrestre parlant, basé sur les emojis d'Apple. Le visage jouait de courts extraits de morceaux issus de l'album lorsqu'on cliquait dessus. Skrillex avait également dévoilé une application mobile le même jour, intitulée Alien Ride, comportant un graphisme de style arcade et dont l'objectif consistait à piloter un vaisseau visant à détruire des astéroïdes. Un compte à rebours s'affichait aussi dans l'application ,.
Lorsque le compte à rebours avait atteint zéro, la première chanson de l'album était disponible en écoute via l'application. Ceci a duré à intervalles réguliers de 30 minutes jusqu'à ce que tout l'album soit transmis en continu pour une période limitée ,.

## Singles
En collaboration avec Alvin Risk, le morceau Try It Out a été publié en tant que premier single extrait de Recess le 14 octobre 2013. En France, il a atteint le 185e rang des hit-parades. Il existe plusieurs éditions de cette chanson et la version « Neon Mix » est celle qui apparaît sur l'album.

## Autres chansons
Doompy Poomp avait été dévoilé initialement le 8 juin 2013 en téléchargement gratuit à travers le site-web du graphiste Mishka . Stranger avait été choisi pour la bande originale du film américain Divergente, publiée peu de temps avant l'album ,.
Le premier titre, All Is Fair in Love and Brostep est une version éditée d'un mix fait par Skrillex, alors sans nom, qui avait été jouée sur la webradio BBC Radio 1 Essential Mix . Terror Squad de Zomboy utilise des parties de ce mix. En réponse, Skrillex a lui aussi utilisé un extrait de Terror Squad qui était la ligne « It's fucking Zomboy » .

## Liste des pistes
| No  | Titre                                                   | Durée |
| --- | ------------------------------------------------------- | ----- |
| 1.  | All Is Fair in Love and Brostep (featuring Ragga Twins) | 4:08  |
| 2.  | Recess (avec Kill The Noise et Fatman Scoop)            | 3:57  |
| 3.  | Stranger                                                | 4:49  |
| 4.  | Try It Out (featuring Alvin Risk) (Neon Mix)            | 3:49  |
| 5.  | Coast Is Clear (featuring Chance The Rapper)            | 4:03  |
| 6.  | Dirty Vibe (featuring G-Dragon & CL)                    | 3:26  |
| 7.  | Ragga Bomb                                              | 4:18  |
| 8.  | Doompy Poomp                                            | 3:25  |
| 9.  | Fuck That                                               | 3:50  |
| 10. | Ease My Mind                                            | 5:02  |
| 11. | Fire Away (featuring Kid Harpoon)                       | 5:42  |

Crédits
- Ease My Mind contient des samples de DJ, Ease My Mind, écrit et interprété originellement par Niki & The Dove.

## Historique de sortie
| Pays ou continent | Date         | Format                   | Label                       | Référence |
| ----------------- | ------------ | ------------------------ | --------------------------- | --------- |
| Australie         | 14 mars 2014 | Téléchargement légal     | Big Beat et OWSLA           | [ 12 ]    |
| Europe            | 17 mars 2014 | CD, téléchargement légal | Big Beat, OWSLA et Atlantic |           |
| Amérique du Nord  | 18 mars 2014 | CD, téléchargement légal | Big Beat, OWSLA et Atlantic | ,         |